# 一乗寺 (大崎市)
一乗寺（いちじょうじ）は、宮城県大崎市に所在する日蓮正宗の寺院。山号は白蓮山（びゃくれんざん）。

## 起源と歴史
- 1805年（文化2年） - 永寿房日栄師によって永寿堂という法華堂を建立する。開基は日蓮正宗第44世法主日宣。
- 1909年（明治42年）10月21日 - 古川教会所として日蓮正宗寺院として発足する。開基は日蓮正宗第56世法主日応。
- 1948年（昭和23年）8月10日 - 寺号山号を公称する。
- 1979年（昭和54年）5月24日 - 現本堂再建新築落成板本尊入仏式が行われる。

## 所在地
- 宮城県大崎市古川北町1丁目

## 寺院周辺
- 古川郵便局
- 古川消防署

## 交通アクセス
- 古川駅（JR東北新幹線・陸羽東線）より徒歩10分。